# سیارک ۵۱۵

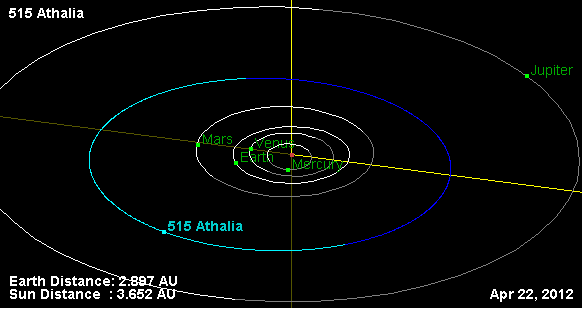
نمایی از محل قرارگیری سیارک ۵۱۵ در مدار – ۲۰۱۲

سیارک ۵۱۵ (به انگلیسی: 515 Athalia، نامگذاری:1903ME) پانصد و پانزدهمین سیارک کشف شده‌است که در ۲۰ سپتامبر ۱۹۰۳ و در هایدلبرگ کشف شد.
قدر مطلق سیارک برابر ۱۱٫۲۳ است.